# Abarkuh
Abarkuh (en persa: ابركوه‎, romanizada como Abarkūh y Abar Kūh; también conocida como Abarghoo, Abarkū, Abar Qū, y Abarqūh) es una ciudad y capital del condado de Abarkuh, provincia de Yazd, Irán. En el censo de 2016, su población era de 27 524 personas, divididos en 5880 familias.
Abarkuh se encuentra a una altitud de 1510 m s. n. m. Aquí se encuentra el árbol vivo más antiguo de Asia, el ciprés Sarv-e Abarkuh.
Abarkooh tiene cuatro casas de hielo y adobe que datan de la dinastía Kayar. Las casas de hielo y adobe (yakhchal) son edificios antiguos utilizados para almacenar hielo y alimentos durante todo el año, comúnmente utilizados en el pasado antes de la invención del refrigerador.

## Galería

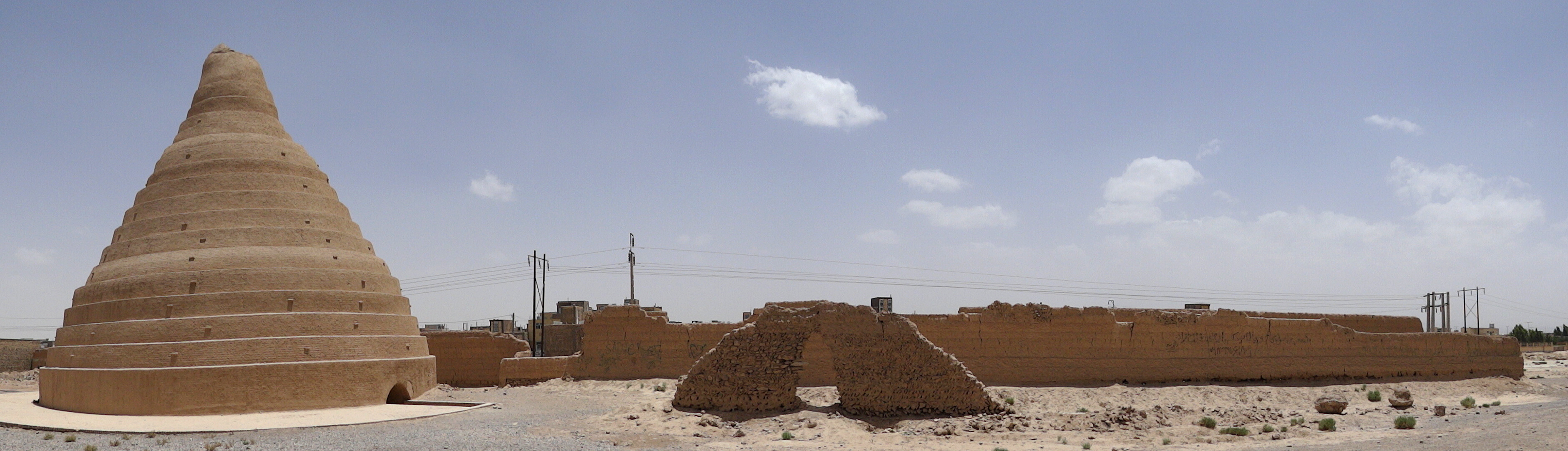
Casa de hielo de Abarkuh
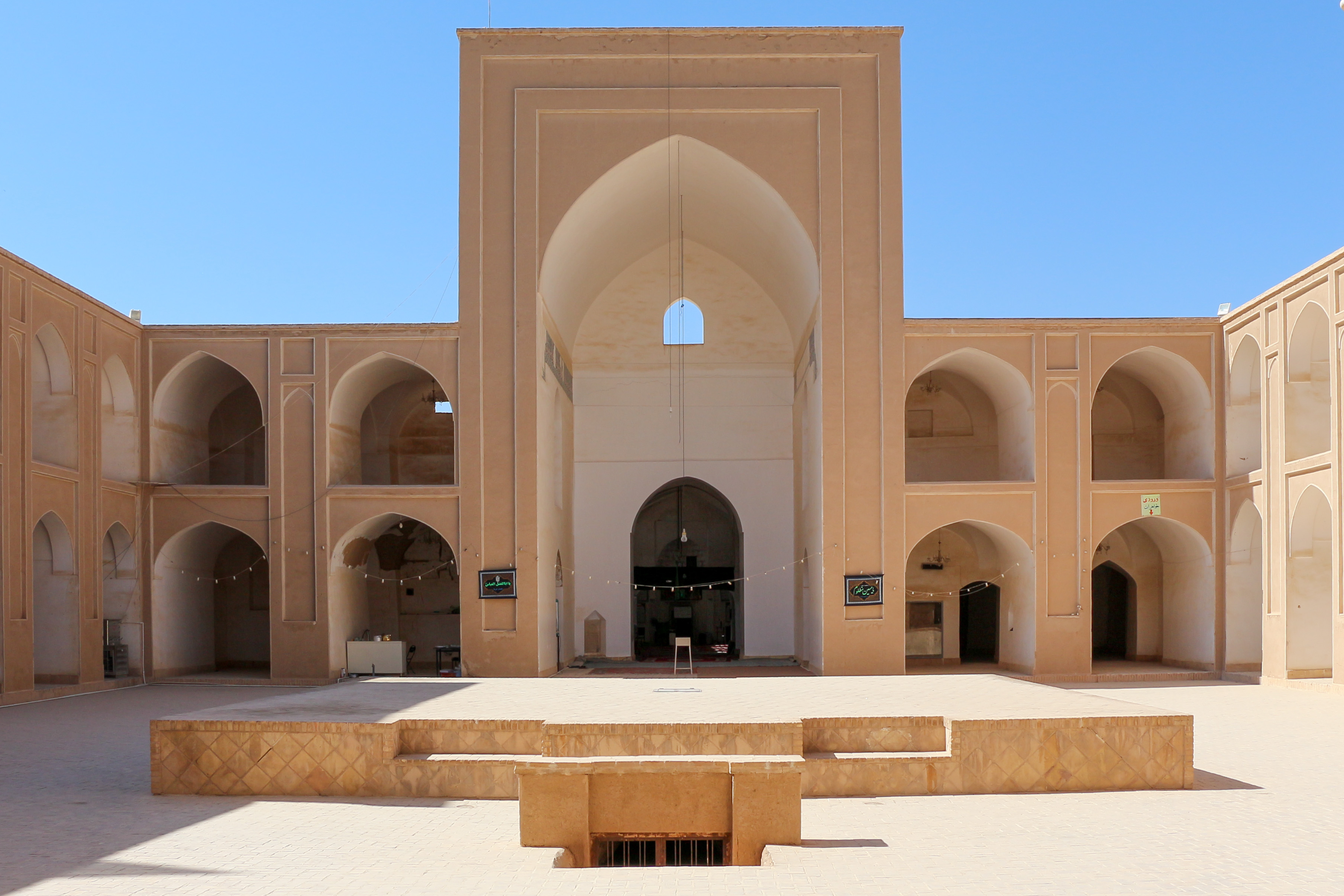
Mezquita Jameh de Abarkuh
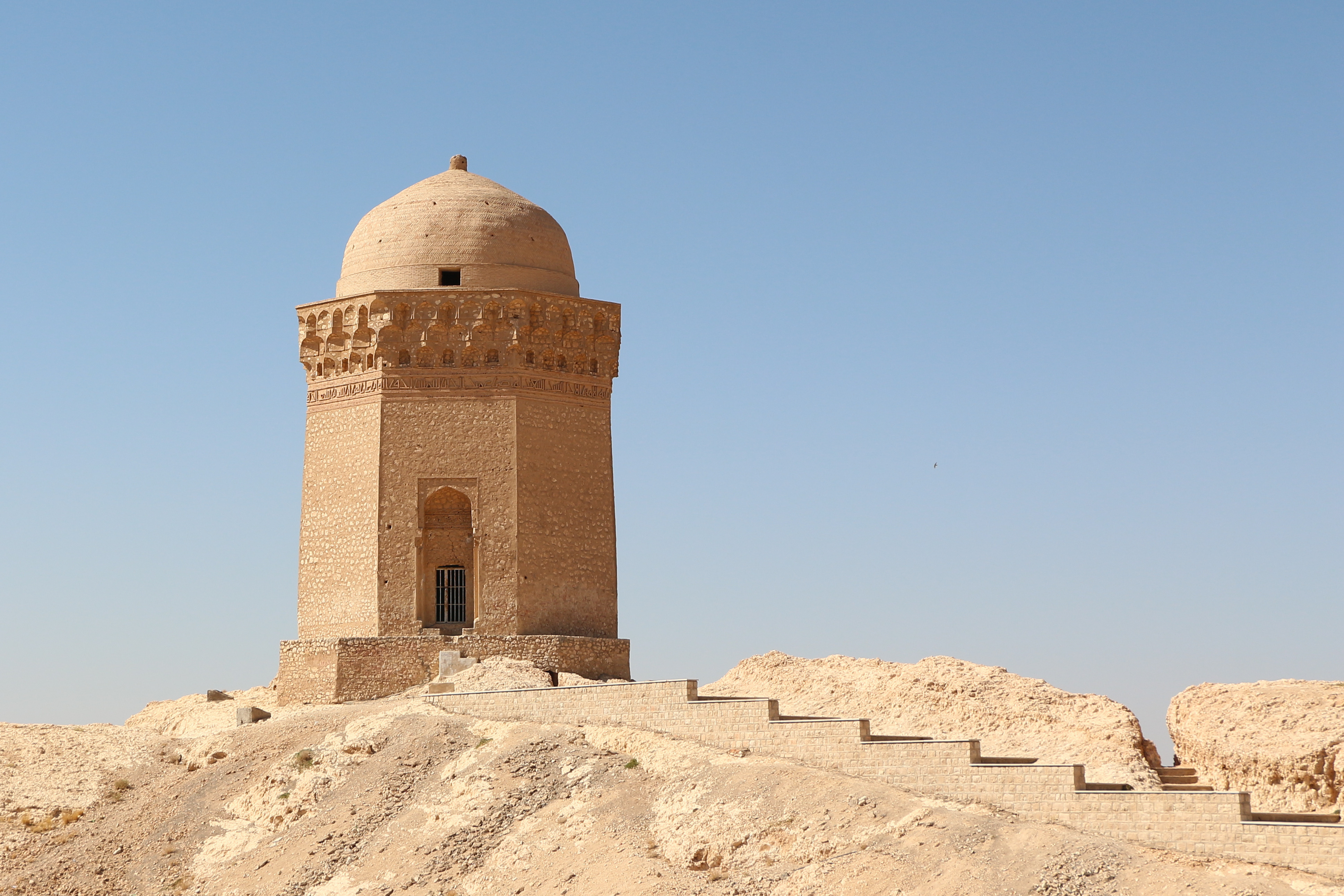
Gonbad-e Ali
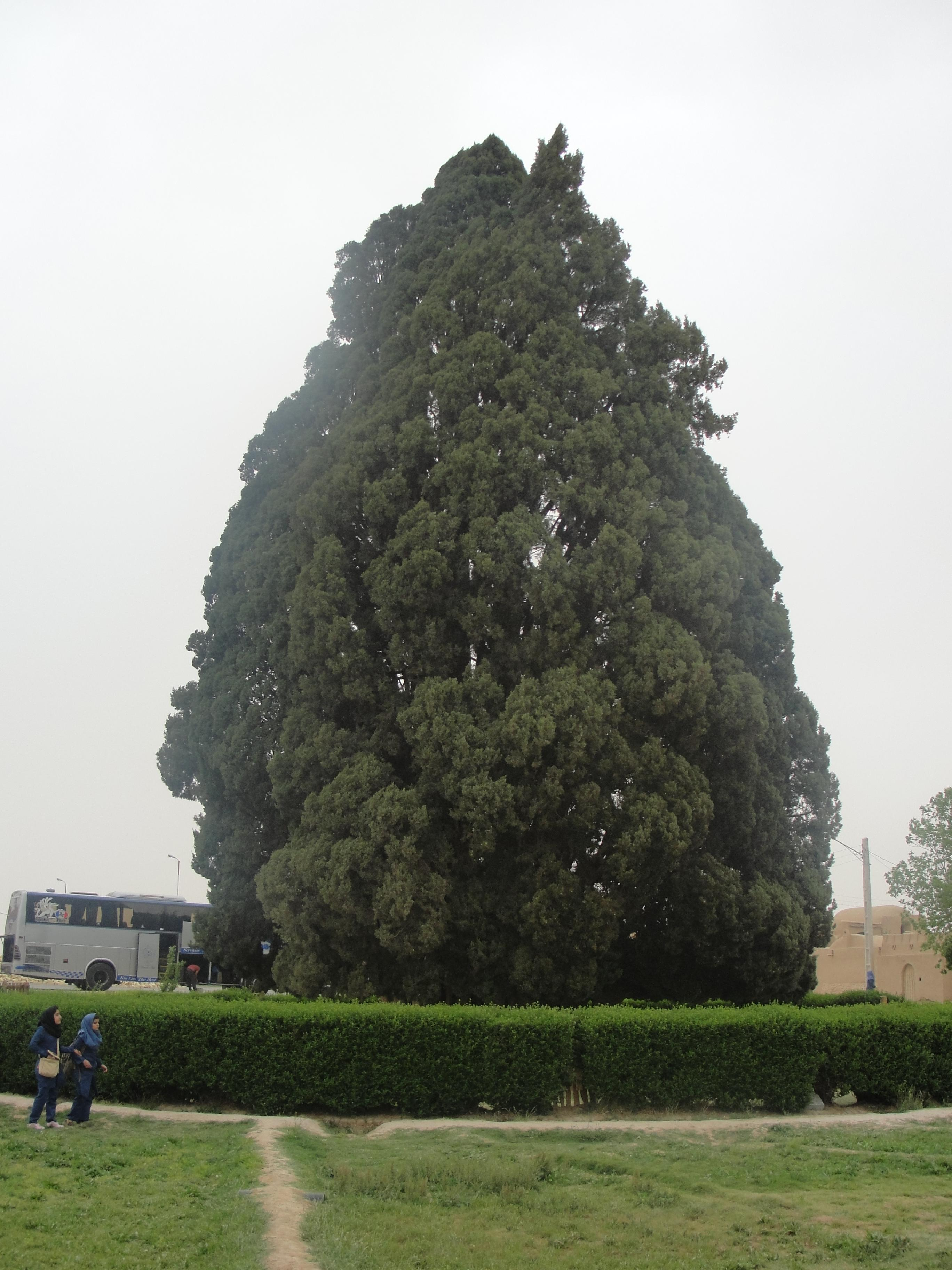
Ciprés de Abarkuh
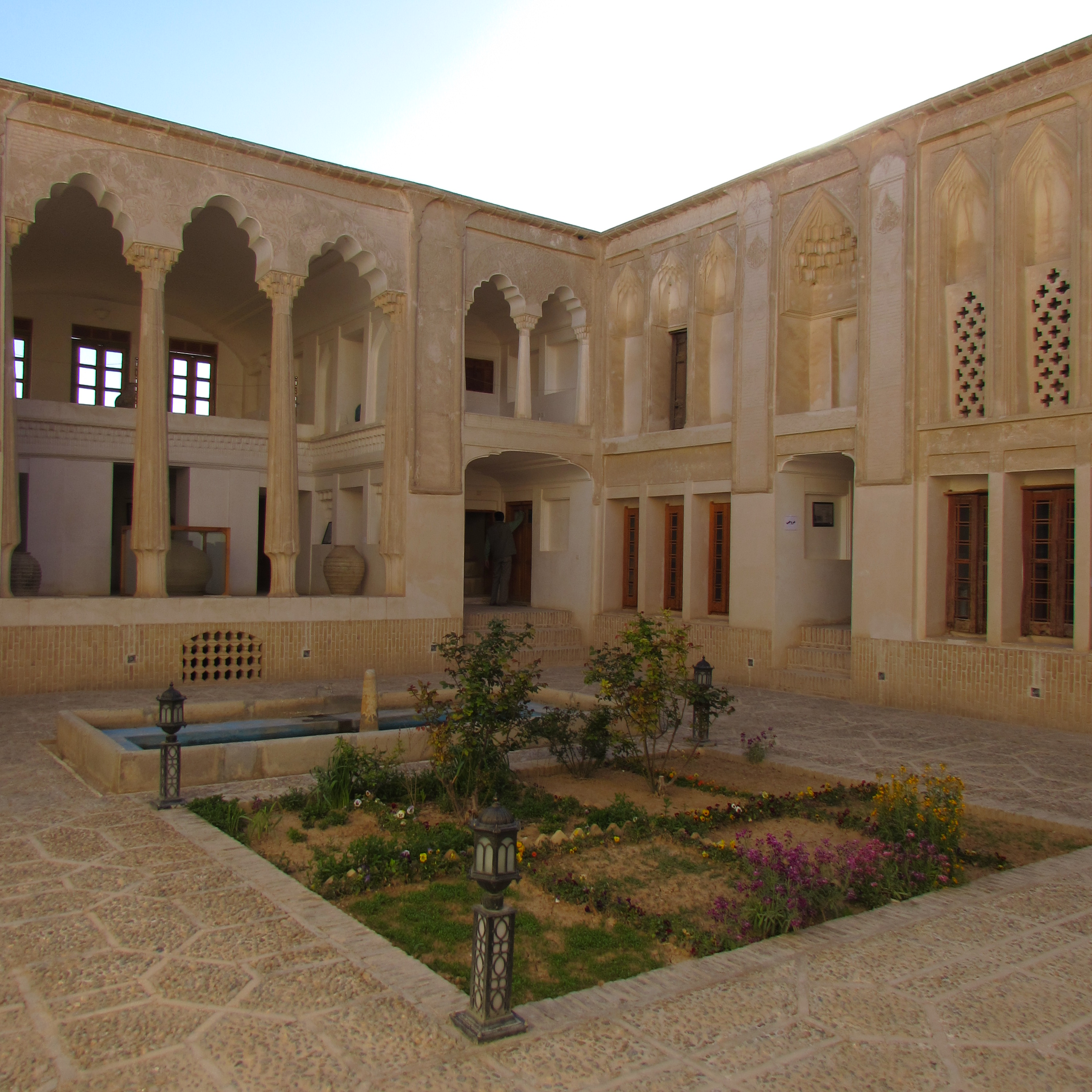
Casa Soult